# Apaustus
Apaustus is een geslacht van vlinders van de familie dikkopjes (Hesperiidae), uit de onderfamilie Hesperiinae.

## Soorten
- A. gracilis (Felder & Felder, 1867)
- A. howarthi Wright, 1973
- A. menes (Stoll, 1782)